# جان ترویلیگر
جان ترویلیگر (انگلیسی: John Terwilliger؛ زادهٔ december ۱۴, ۱۹۵۷ (۶۷ سال)) ورزشکار روئینگ اهل ایالات متحده آمریکا است.
وی در مسابقات کشوری و بین‌المللی در مجموع برندهٔ ۱ مدال نقره شده‌است.